# Трофимець Яна Олександрівна
Я́на Олекса́ндрівна Лазебрій (Трофиме́ць; нар. 4 жовтня 1987) — українська плавчиня в ластах, заслужений майстер спорту України.

## З життєпису
Представниця СК «Мотор Січ». Проживає у місті Запоріжжя. Підготував спортсменку заслужений тренер України Кононенко Денис Альбертович. Одна з найпотужніших стайєрів світу та Європи. Перша українка за часів незалежної України яка виборола золото чемпіонату світу на стайєрських дистанціях, перервавши гегемонію китайських та російських спортсменів. 
Заслужений майстер спорту України. Чемпіонка світу 2013 року (Казань) на дистанції  1500м п/л, із результатом 13.12.5 сек,  що стало рекордом Європи, та третім часом за всю історію існування підводного спорту. Триразова чемпіонка Європи 2012 року (Італія). Триразова призерка всесвітніх ігор 2013 року (Колумбія). Двадцятиразова призерка чемпіонатів світу та Європи. Чотири рази оновлювала рекорди Европейського континенту. Чинна рекордсменка України з 2011 р і по теперішній час  на 800 м і 1500 м п/л серед жінок.
Краща спортсменка України по підводному спорту 2012-13 років.
2014 року очолила національний рейтинг за підсумками року попереднього.
2018 року в Таїланді на Кубку світу з підводного спорту здобула бронзу — дистанція 200 метрів.
Станом на 2019 рік — в складі збірної команди України, заслужений майстер спорту.